# گاورن
گاورن (به آلمانی: Gauern) یک شهر در آلمان است که در Greiz واقع شده‌است. گاورن ۱۴۵ نفر جمعیت دارد.